# Pentapolitana
Pentapolitana (o raramente Pentapolis) fu una Lega di città delle cinque maggiori città dell'odierna Slovacchia orientale (Košice, Bardejov, Levoča, Prešov e Sabinov) nel periodo del Medioevo.
Il primo incontro dei rappresentanti delle città in questione ebbe luogo nel 1412, anche se l'alleanza effettiva fu stipulata tra il 1440 e il 1445.
Il principale ruolo della Pentapolitana era di controllare e di sviluppare i commerci, dato che vi erano importanti antichi crocevia nella regione della Slovacchia dell'est. La città che aveva il comando della lega era Košice. 
Nel 1549, durante il periodo della riforma protestante, Pentapolitana creò una propria confessione religiosa, la Confessio Pentapolitana.